# Keserü Balázs
Keserü Balázs (1979 — 1997) szentgotthárdi születésű zeneszerző.
Keserü Balázs helyi pedagóguscsalád gyermekeként, 1979. május 18-án látta meg a napvilágot Szentgotthárdon. Kiskorától érdekelte a zene, improvizatív képessége, zenei tehetsége egészen korán megmutatkozott. Ötévesen már zeneóvodába járt, alapfokú zenei tanulmányait a helyi zeneiskolában kezdte meg zongora-szolfézs szakon. Különböző zenei versenyeken szerepelt sikerrel, iskolai csapatával az országos Kodály-versenyen első helyezést ért el. 1993-ban nyert felvételt a győri Richter János Zeneművészeti Szakközépiskola zeneszerzés-szolfézs szakára. Reményi Attila és a szintén szentgotthárdi születésű Szabó Miklós tanítványa lett. 
Balázs gyermekkorától kezdve vonzódott a templomokhoz. Akkoriban még csak gyönyörködött az orgona hangjában, tizenévesen azonban megtanult rajta játszani. Nyaranta önálló hangversenyeket adott a szentgotthárdi evangélikus templomban és más helyeken, mely alkalmakkor saját művei és improvizációi is elhangzottak. Magyar karácsonyi népdalfeldolgozásait a szentgotthárdi és a jennersdorfi zeneiskola közös zenekara számára írta meg.
„Csak szerencsém volt” – mondta a rá jellemző szerénységgel, miután 1996 tavaszán I. helyezést ért el a Kodály Zoltán Országos Népdaléneklési- és Szolfézsversenyen. Még ugyanabban az évben, mindössze 17 évesen mutatta be a Szentgotthárdi mise című oratorikus művét a helyi Nagyboldogasszony templomban. Az ősbemutatón maga is közreműködött orgonajátékával, a kórust hangszeresek kísérték. A mű a klasszikus misetételek közé építve Jézus kínszenvedését dolgozta fel, latin nyelven. A szerző első jelentősebb hangszeres-vokális művének érettsége, teljessége a szakma megbecsülését is kiváltotta. Maradandó alkotás, amely a Szentgotthárdi Értéktár fontos része - később CD-n is megjelent, illetve több helyen is bemutatták.
Balázs fiatal kora ellenére igen sokoldalú volt. A komolyzene iránti rajongása mellett szerette a nyelvi játékokat, kedvelte a megzenésített verseket. Zsebpénzét könyvekre és hanglemezekre költötte. Foglalkozott a természettudományokkal, érdekelték az idegen nyelvek, latinul tanult. Izgatta a csillagászat is. Szabadidejében lelkes természetjáró volt, gyógynövényeket gyűjtött. Precíz volt, pontos és igényes. Világosan látta a maga elé kitűzött célokat. Zenésztársai szerint mindenkihez alkalmazkodott, jó volt vele együtt játszani.
Miközben érettségire és zeneakadémiai felvételire készült, kiderült, hogy súlyos beteg. Ezután már kórházi kezelések és műtétek következtek. Nem adta fel, amíg tudott, bejárt az óráira is. Néhány hónap küzdelem és szenvedés után 1997. augusztus 17-én, 18 éves korában hunyta le örökre a szemét. 
Tanára, Reményi Attila így búcsúztatta: „Zenéje véges idején keresztül az időtlenséget, a mulandóságban a halhatatlanságot kaptuk ajándékba.”